# Kenn
Kenn település Németországban, Rajna-vidék-Pfalz tartományban. Lakosainak száma 2928 fő (2023. december 31.).

## Népesség
A település népességének változása:
| Lakosok száma | 1967 | 2607 | 2745 | 2859 | 2914 | 2928 |
|               | 1975 | 2017 | 2019 | 2021 | 2022 | 2023 |